# Розалі Саллі
Розалі Саллі (3 червня 1818  — 8 липня 1847 , Філадельфія, Пенсільванія ) — американська художниця XIX століття, яка мала романтичні стосунки з Шарлоттою Кушман.

## Ранній життєпис
Розалі Саллі народилася 3 червня 1818 року в родині художника Томаса Саллі та Сари Анніс Саллі. У неї було три сестри: Джейн Купер Саллі Дарлі, Бланш Саллі та Еллен Олдміксон Саллі Вілер, а також один брат, Альфред Саллі . У неї також було двоє зведених братів і сестер, Мері Честер Саллі Нігл і Томас Вілкокс Саллі, від попереднього шлюбу її матері зі старшим братом її батька, Лоуренсом Саллі.

## Кар'єра
Розалі Саллі була художницею. Вона виставляла пейзажі в Нью-Йорку в 1839 році і написала кілька мініатюр для актриси Шарлотти Кушман. Її робота була створена в маленькій студії, що примикала до більшої майстерні її батька. Однак через передчасну смерть Розалі її багатообіцяюча кар'єра так і не розквітла.

## Особисте життя
Розалі Саллі познайомилася з Шарлоттою Кушман улітку 1843 року, коли її батько Томас писала її портрет. Після зустрічі між Кушманом і Розалією зав'язалися романтичні стосунки і вони обмінялися багатьма пристрасними листами. 1 червня 1844 року Кушман надіслала Розалі перстень на день народження, передвіщаючи майбутні події. 5 липня 1844 року Кушман написала у своєму щоденнику, що вона «спала з Роуз», а 6 липня 1844 року Кушман зазначила, що вони «одружені». Однак період, який вони проводили разом як «подружня» пара, був недовгим. У листопаді 1844 року Шарлотта Кушман поїхала в тур по Англії, що погіршило стосунки пари, але не припинило їх, поки Розалі не дізналася, що Кушман почала зустрічатися з кимось іншим за кордоном. Отримавши цю звістку, Розалі впала у важку депресію, в якій вона залишалася до своєї передчасної смерті.

## Смерть
Розалі Саллі померла від хвороби, яка перебігала з гарячкою, 8 липня 1847 року в Філадельфії, штат Пенсільванія на 30-му році життя. Вона похована на кладовищі Лорел Хілл у Філадельфії поряд із батьком, матір'ю та всіма братами й сестрами, крім одного.